# 4993 Cossard
4993 Cossard је астероид главног астероидног појаса са средњом удаљеношћу од Сунца која износи 2,370 астрономских јединица (АЈ).
Апсолутна магнитуда астероида је 13,0.